# Port Blue
Port Blue je americký hudební projekt založený zpěvákem, skladatelem a multiinstrumentalistou Adamem Youngem (známého z jeho hlavního projektu Owl City) v roce 2006 v Owatonně, Minnesotě. Jedná se o instrumentální, ambientní projekt, který tedy vznikl zhruba ve stejné době jako Owl City.
"Nejsem ani vzduchoplavec, ani potápěč, a proto zůstávám na pobřeží a hledím dozadu přes moře a jen si představuju, jaké to musí být..."

## Historie
Adam projekt řadí jako svůj druhý nejvýznamnější. Na rozdíl od Owl City je Port Blue založeno na hudbě beze slov (kromě částí zvukových nahrávek z filmů) a také se Port Blue zaměřuje více na "říši snů" a fantazii než na mravní ponaučení.
První nahrávka byla vydána v roce 2006, ale díla jako "The Pacific (EP)" a "How I Became A Sky Sailor" vznikla už mezi roky 2004-2005 
Sám Adam v roce 2006 projekt představuje: "'Port Blue' je hudba, kterou je možné slyšet hrát ve výtazích, hotelových chodbách, letištích, muzeích a restauracích, a to uvnitř hlavy. Je to soundtrack mých snů. Kdybych psal hudbu pro filmy, takto by mé filmové písně zněly. Spousta z podstaty Port Blue není to, co je v nahrávkách, ale spíše to, co je z nich vytrženo...Říše snů. Žádné vokály. Podle mě je dnes ve světě velký nedostatek nápadité, nekonvenční hudby a to málo, co existuje, je často nedoceněno. 'Port Blue' je můj pokus o přetvoření hudby, kterou chci slyšet, a emocí, které chci cítit. Doufám, že si užijete mé umění tak, jako jsem si já užil jeho tvorbu. Pokud byste měli náhodou pocit, že tyto písně znáte, prosím, považujte se za mé přátele, protože mě vlastně znáte. Toto je mé srdce a má duše. Toto je, kdo jsem já."
"Je ironií, že Port Blue je to, kde se doopravdy nachází mé srdce a má duše. Absence slov, podle mého názoru, posluchačům umožňuje jít kamkoliv a dělat cokoliv, takže jako tvůrce nebo skladatel to znamená, že můžu být jak umělec, tak obecenstvo, nekladou se žádné meze. Jsem velký fanoušek experimentální instrumentální hudby a to je místo, odkud čerpám většinu své hudební inspirace. Skupiny jako Saxon Shore, Unwed Sailor, Helios, Boards of Canada, The Album Leaf. Takových věcí se nemůžu nabažit."
Dále v srpnu 2009 Adam vysvětluje: "Píšu spoustu ambientní hudby v sólo projektu pod názvem Port Blue, který je převážně inspirován skupinami jako Unwed Sailor, Boards of Canada a Hammock. Zbožňuju představu vytvářet abstraktní hudbu bez slov, bez toho aniž bych posluchači říkal, co si má přesně myslet nebo cítit. nemá to žádné hranice, protože ve svých představách můžete jít kamkoliv, dělat cokoliv nebo být kýmkoliv. Můžete pustit uzdu své fantazie a nikde není řečeno, kam vás to může zanést. Relaxuju při instrumentální hudbě a rozhodně plánuju pod Port Blue psát a vydávat více nahrávek. Je to velmi snivá věc."

V červenci 2011 uvádí: "Stále píšu nové materiály pro Port Blue, protože to je to, co mě v popovém průmyslu udržuje při zdravém rozumu. Moje opravdová láska v hudbě vždy byla experimentální instrumentální hudba a o tom právě Port Blue je. Cítit dobrou muziku."
Spousta z úspěšných Port Blue materiálů zůstává stále nevydaná, jako např. album "How I Became a Sailor", které obsahuje oblíbené skladby "Seagulls", "Setting Sail", "On Marlin Isle" a "Asleep in the Yacht", či album z roku 2006 "Arctic" se skladbami jako "Snow Fox on Glacier Coast", "Glider" a "Deep Iceberg".
1. června 2011 Adam na Twitteru oznámil, že pracuje na nové písni pro Port Blue. Potom v červnu 2012 na svůj blog nahrál tři nové skladby. 7. března 2013 bylo jeho nevydané EP z let 2004-2005 "The Pacific" nahráno na oficiální účet Port Blue Music na Soundcloud.
V roce 2014 během jednoho Owl City chatu padla otázka na další produkci Port Blue a Adam odpovídá, že do budoucna bohužel zatím nic neplánuje.
Informace o Port Blue zprostředkovávala také skupina Windsor Airlift, se kterou Adam dříve působil. Nyní je sice napsaný jejich oficiální facebookém profilu jako člen, ale není potvrzeno, jestli se podílí na jejich tvorbě.

## Diskografie
Na iTunes a Spotify se pod Port Blue nachází album "The Airship" vydané 13. září 2007 a "The Albatross EP" vydané 10. ledna 2008.
Avšak spousta z Port Blue nebyla vydána, některá díla byla nahrána na sítě jako SoundCloud ve formě singlů a EP, jako byl např. případ EP "The Pacific".
- The Pacific EP – nahráno 2004-2005, vydáno 2013
- How I Became A Sailor (Album) – 2005-2006
- Arctic (Album) – 2006, nahráno na MySpace
- The Airship (Pre-Production/Demo) – 2007
- The Airship (Album) – 2007
- The Albatross EP (Pre-Production/Demo) – 2007
- The Albatross EP – 2008

- Port Blue: B-Sides nebo také Unreleased (nejedná se o ucelený soubor písní, proto se obsah tohoto 'alba' na různých stránkách liší:[10]
  - Port Blue – In The Yacht – 02:44 min (rok produkce není znám)
  - Port Blue – Helmet (délka a rok produkce nejsou známy)
  - Port Blue – The Moon – 04:11 min (rok produkce není znám)
  - Port Blue – The Skybridge – 06:03 min (rok produkce není znám)
  - Port Blue – I Am The Aeronaut – 04:35 min (rok produkce není znám)
  - Port Blue – Joe Cool – 02:44 min (13.6.2012)[11][12]
  - Port Blue – Heceta – 02:53 (16.6.2012)[13][14]
  - Port Blue – Red Snapper – 02:22 (10.6.2012)[15][16]

## Zajímavosti o skladbách

### Helmet
Skladba, o které se ví jen z tweetu Adama Younga na jeho Owl City účtě. Jeden zvídavý fanoušek napsal v říjnu 2011 na twitter zprávu pro Adama: "Přehrál jsem si tvou instrumentální verzi January 28 1986 pozpátku...je to úžasné..." A Adam mu odpověděl: "Ta obrácená piánová část přehrávaná pozpátku je vlastně stará píseň Port Blue nazvaná 'Helmet'."

### The Moon
Skladba byla použita ve videu Windsor Airlift, které bylo nahrané na jejich oficiální YouTube kanál.

### Setting Sail
Adam hrál tuto skladbu na svém Owl City koncertě, který byl natáčen a vydán jako DVD: Owl City: Live From Los Angeles. Jelikož se jedná o instrumentální skladbu, Adam při ní nezpívá, ale vystupuje jako bubeník.

### On Marlin Isle
Informaci o této skladbě přinesla Windsor Airlift. Píseň byla známá už nějakou dobu a na Facebooku v červnu 2012 Windsor Airlift píše: "Lidé se nás stále ptají, kdy Adam vydá On Marlin Isle. To my nevíme, ale je to dobrá skladba!" A přidávají obrázek, kde je píseň zařazená do alba How I Became A Sailor.

## How I Became A Sailor
Album pravděpodobně vzniklo mezi roky 2005 a 2006. Nachází se zde netrpělivě očekávané skladby 'Setting Sail', 'Seagulls' a 'On Marlin Isle'. O How I Became A Sailor je stále ještě málo informací, ale seznam skladeb je potvrzen Windsor Airlift. Album zatím není oficiálně vydané. Ukázky jsou zveřejněny na YouTube.

### Seznam skladeb
| How I Became A Sailor | How I Became A Sailor              | How I Became A Sailor |
| Pořadí                | Název                              | Délka                 |
| --------------------- | ---------------------------------- | --------------------- |
| 1.                    | The Beach House                    |                       |
| 2.                    | Setting Sail                       | 5:00                  |
| 3.                    | On The Morning Tide                |                       |
| 4.                    | Ocean City Island / On Marlin Isle | 6:15                  |
| 5.                    | Seagulls                           | 5:07                  |
| 6.                    | Aircraft Overhead                  |                       |
| 7.                    | The Evening Gale                   |                       |
| 8.                    | Asleep in The Yacht                |                       |
| 9.                    | Turtle Bay                         |                       |
| 10.                   | The Return To Harbor               |                       |

## Artic
Album Adam zpřístupnil tím, že jej nahrál na stránku Port Blue na MySpace v roce 2006. Oficiálního vydání se ale zatím nedočkalo.

### Seznam skladeb
| How I Became A Sailor | How I Became A Sailor     | How I Became A Sailor |
| Pořadí                | Název                     | Délka                 |
| --------------------- | ------------------------- | --------------------- |
| 1.                    | Juneau                    | 7:38                  |
| 2.                    | Frigid Airport Lounge     | 3:19                  |
| 3.                    | Aurora Borealis           | 4:53                  |
| 4.                    | Ice Hands                 | 1:16                  |
| 5.                    | Snow Fox On Glacier Coast | 2:08                  |
| 6.                    | Moonscape                 | 4:59                  |
| 7.                    | Deep Iceberg              | 8:00                  |
| 8.                    | Glider                    | 6:00                  |
| 9.                    | Shell And Wing            | 2:17                  |
| 10.                   | Polar Bear                | 5:56                  |
| 11.                   | Winter Mint (Coda)        | 4:48                  |